# Loch Neldricken
Loch Neldricken är en sjö i Storbritannien.   Den ligger i riksdelen Skottland, i den centrala delen av landet, 500 km nordväst om huvudstaden London. Loch Neldricken ligger 393 meter över havet.  I omgivningarna runt Loch Neldricken växer i huvudsak blandskog.